# Chi Octantis
Chi Octantis är en orange jätte i Oktantens stjärnbild.
Stjärnan har visuell magnitud +5,28 och är svagt synlig för blotta ögat vid normal seeing. Den befinner sig på ett avstånd av ungefär 255 ljusår.